# 4996 Veisberg
A 4996 Veisberg (ideiglenes jelöléssel 1986 PX5) a Naprendszer kisbolygóövében található aszteroida. Ljudmila Georgijevna Karacskina fedezte fel 1986. augusztus 11-én.